# Římskokatolická farnost Přísnotice
Římskokatolická farnost Přísnotice je územní společenství římských katolíků s farním kostelem svatého Václava v obci Přísnotice.

## Historie farnosti
První zpráva o Přísnoticích je z roku 1341, kdy byla v nedalekých Unkovicích založena fara a Přísnotice k ní byly přifařeny. Po zrušení tamního kostela v době třicetileté války byly přifařeny do Židlochovic. Samostatná duchovní správa vznikla v Přísnoticích v roce 1884 po postavení kostela svatého Václava.

## Duchovní správci
Prvním farářem přísnotické farnosti byl ustanoven P. František Doupovec. V současnosti je farnost spravována excurrendo. Od 1. srpna 2008 byl administrátorem excurrendo P. Hynek Šmerda. Toho s platností od srpna 2018 vystřídal R. D. Vít Fatěna.

## Primice
Dne 16. července 2004 měl v přísnotickém kostele primici René Strouhal, současný (2015) farář v Moutnicích.

## Bohoslužby
| Kostel           | Místo      | Bohoslužba (den) | Hodina                           | Poznámka     |
| ---------------- | ---------- | ---------------- | -------------------------------- | ------------ |
| svatého Václava  | Přísnotice | neděle středa    | 7.30 17.30 (červenec-září 18.30) | Farní kostel |
| svatého Vavřince | Žabčice    |                  |                                  | kaple        |

## Aktivity ve farnosti
Na 18. června připadá Den vzájemných modliteb farností za bohoslovce a bohoslovců za farnosti brněnské diecéze. Adorační den se koná nejbližší neděli po 1. říjnu.
Farnost se účastní projektu Křesťanské Vánoce.